# 레지 오스틴
레지 오스틴(Reggie Austin, 1979년 1월 7일 ~ )은 미국의 배우이다.
픽스킬에서 태어났다.

## 출연 작품

### 영화
- 뷰티풀 마인드 (2001)
- 맨츄리안 켄디데이트 (2004)
- 오멘 (2006)
- 돈 많은 친구들 (2006)
- Nurses (2007) - 토드 역
- 뉴욕에서 착하게 살아가는 법 (2010, Please Give)

### 텔레비전
- Pink Collar (2006)
- 스타터 와이프 (2008, The Starter Wife)
- 위기의 주부들 (2010)
- 라이프 언익스펙티드 (2010-11) - 제이미 역
- 프리티 리틀 라이어스 (2013-14)
- 은밀한 하녀들 (2014)
- 에이전트 카터 (2015)